# Nogometni kup Bosne i Hercegovine
Nogometni kup Bosne i Hercegovine najmasovnije je nogometno natjecanje u BiH, koje se održava od sezone 2000./01. Aktualni osvajač, ujedno i najuspješniji klub je Sarajevo s osam naslova.

## Povijest
U ratnim i poratnim godinama tri razdvojena naroda u Bosni i Hercegovini imala su vlastite nogometne lige i kupove: 
| sezona    | Kup NS BiH    | Kup Herceg-Bosne | Kup Republike Srpske     | Kup FBiH             |
| --------- | ------------- | ---------------- | ------------------------ | -------------------- |
| 1993./94. | nije igran    | nije igran       | Kozara Bosanska Gradiška | –                    |
| 1994./95. | Čelik Zenica  | Ljubuški         | Borac Banja Luka         | –                    |
| 1995./96. | Čelik Zenica  | Troglav Livno    | Borac Banja Luka         | –                    |
| 1996./97. | Sarajevo      | Orašje           | Sloga Trn                | –                    |
| 1997./98. | Sarajevo      | Orašje           | Rudar Ugljevik           | Sarajevo             |
| 1998./99. | Bosna Visoko  | Brotnjo Čitluk   | Rudar Ugljevik           | –                    |
| 1999./00. | nije završeno | Kiseljak         | Kozara Bosanska Gradiška | Željezničar Sarajevo |

Od sezone 1997./98. najbolji klubovi iz bošnjačke i hrvatske lige igrali su doigravanje za prvaka Bosne i Hercegovine (jer tu nisu igrali srpski klubovi, pravilniji naziv bio bi: doigravanje za prvaka Federacije BiH). Slično je bilo i s kupovima. Tako su u doigravanjima Kup BiH osvojili Sarajevo (1997./98.) i Željezničar (1999./00.). Kup RS osvojili su Kozara (2000./01.) i Leotar (2001./02.). Od uvođenja zajedničkog kupa, Kup Republike Srpske se i dalje nastavio odigravati, dok se Kup Federacije BiH igra kao pretkolo Kupa Bosne i Hercegovine.
Od sezone 2000./01. bošnjački i hrvatski klubovi počeli su igrati Premijer ligu Bosne i Hercegovine. Od te godine igra se i Kup. U tim natjecanjima još nisu sudjelovali klubovi iz Republike Srpske, koji su se pridružili od sezone 2002./03. Od te se sezone igraju po dvije utakmice u četvrtfinalu, polufinalu i finalu. Jedna utakmica igra se u šesnaestini finala i osmini finala.

## Završnice Kupa BiH
| sezona    | pobjednik                           | rezultat                            | drugoplasirani                      |
| --------- | ----------------------------------- | ----------------------------------- | ----------------------------------- |
| 2000./01. | Željezničar Sarajevo                | 3:2                                 | Sarajevo                            |
| 2001./02. | Sarajevo                            | 2:1                                 | Željezničar Sarajevo                |
| 2002./03. | Željezničar Sarajevo                | 0:0, 2:0 uk. 2:0                    | Leotar Trebinje                     |
| 2003./04. | Modriča Maxima                      | 1:1 jed. 4:2                        | Borac Banja Luka                    |
| 2004./05. | Sarajevo                            | 1:0, 1:1 uk. 2:1                    | Široki Brijeg                       |
| 2005./06. | Orašje                              | 0:0, 3:1 uk. 3:1                    | Široki Brijeg                       |
| 2006./07. | Široki Brijeg                       | 1:1, 1:0 uk. 2:1                    | Slavija Istočno Sarajevo            |
| 2007./08. | Zrinjski Mostar                     | 1:2, 2:1 uk. 3:3, jed. 3:1          | Sloboda Tuzla                       |
| 2008./09. | Slavija Istočno Sarajevo            | 0:2, 2:0 uk. 2:2, jed. 4:3          | Sloboda Tuzla                       |
| 2009./10. | Borac Banja Luka                    | 1:1, 2:2 uk. 3:3                    | Željezničar Sarajevo                |
| 2010./11. | Željezničar Sarajevo                | 1:0, 3:0 uk. 4:0                    | Čelik Zenica                        |
| 2011./12. | Željezničar Sarajevo                | 1:0, 0:0 uk. 1:0                    | Široki Brijeg                       |
| 2012./13. | Široki Brijeg                       | 1:1, 1:1 uk. 2:2, jed. 5:4          | Željezničar Sarajevo                |
| 2013./14. | Sarajevo                            | 2:0, 3:1 uk. 5:1                    | Čelik Zenica                        |
| 2014./15. | Olimpic Sarajevo                    | 1:1, 1:1 uk. 2:2, jed. 5:4          | Široki Brijeg                       |
| 2015./16. | Radnik Bijeljina                    | 1:1, 3:0 uk. 4:1                    | Sloboda Tuzla                       |
| 2016./17. | Široki Brijeg                       | 1:0, 0:1 uk. 1:1, jed. 4:2          | Sarajevo                            |
| 2017./18. | Željezničar Sarajevo                | 2:0, 4:0 uk. 6:0                    | Krupa                               |
| 2018./19. | Sarajevo                            | 3:0, 0:1 uk. 3:1                    | Široki Brijeg                       |
| 2019./20. | Prekinuto zbog pandemije COVID-a 19 | Prekinuto zbog pandemije COVID-a 19 | Prekinuto zbog pandemije COVID-a 19 |
| 2020./21. | Sarajevo                            | 0:0 jed. 4:1                        | Borac Banja Luka                    |
| 2021./22. | Velež Mostar                        | 0:0 jed. 4:3                        | Sarajevo                            |
| 2022./23. | Zrinjski Mostar                     | 1:0                                 | Velež Mostar                        |
| 2023./24. | Zrinjski Mostar                     | 1:0, 1:0 uk. 2:0                    | Borac Banja Luka                    |
| 2024./25. | Sarajevo                            | 4:0, 1:1 uk. 5:1                    | Široki Brijeg                       |

## Uspjesi klubova
Klubovi, osvajači i poraženi sudionici završnice Nogometnog kupa Bosne i Hercegovine:
| Klub                     | Pobjednik | Godina osvajanja                                       | Finalist | Godina završnice                         |
| ------------------------ | --------- | ------------------------------------------------------ | -------- | ---------------------------------------- |
| Sarajevo                 | 8         | 1997., 1998., 2002., 2005., 2014., 2019., 2021., 2025. | 4        | 1999., 2001., 2017., 2022.               |
| Željezničar              | 6         | 2000., 2001., 2003., 2011., 2012., 2018.               | 4        | 1997., 2002., 2010., 2013.               |
| Široki Brijeg            | 3         | 2007., 2013., 2017.                                    | 6        | 2005., 2006., 2012., 2015., 2019., 2025. |
| Zrinjski Mostar          | 3         | 2008., 2023., 2024.                                    |          |                                          |
| Čelik Zenica             | 2         | 1995., 1996.                                           | 2        | 2011., 2014.                             |
| Borac Banja Luka         | 1         | 2010.                                                  | 3        | 2004., 2021., 2024.                      |
| Velež Mostar             | 1         | 2022.                                                  | 1        | 2023.                                    |
| Bosna Visoko             | 1         | 1999.                                                  | 1        | 2000.                                    |
| Orašje                   | 1         | 2006.                                                  | 1        | 1998.                                    |
| Slavija Istočno Sarajevo | 1         | 2009.                                                  | 1        | 2007.                                    |
| Modriča                  | 1         | 2004.                                                  |          |                                          |
| Olimpic Sarajevo         | 1         | 2015.                                                  |          |                                          |
| Radnik Bijeljina         | 1         | 2016.                                                  |          |                                          |
| Sloboda Tuzla            |           |                                                        | 5        | 1995., 1996., 2008., 2009., 2016.        |
| Krupa (Krupa na Vrbasu)  |           |                                                        | 1        | 2018.                                    |
| Leotar Trebinje          |           |                                                        | 1        | 2003.                                    |

### Gradovi
Uspjesi po gradovima:
| Grad             | Naslovi | Osvajači                                   |
| ---------------- | ------- | ------------------------------------------ |
| Sarajevo         | 15      | Sarajevo (8), Željezničar (6), Olimpic (1) |
| Mostar           | 4       | Zrinjski (3), Velež (1)                    |
| Široki Brijeg    | 3       | Široki Brijeg (3)                          |
| Zenica           | 2       | Čelik (2)                                  |
| Banja Luka       | 1       | Borac (1)                                  |
| Bijeljina        | 1       | Radnik (1)                                 |
| Istočno Sarajevo | 1       | Slavija (1)                                |
| Modriča          | 1       | Modriča (1)                                |
| Orašje           | 1       | Orašje (1)                                 |

## Poveznice
- Nogometni kup Herceg-Bosne
- Nogometni kup Federacije BiH
- Nogometni kup Republike Srpske
- Kup NS BiH (1994. – 2000.)